# Communauté de communes du Bassin Nogentais
Die Communauté de communes du Bassin Nogentais ist ein ehemaliger französischer Gemeindeverband mit der Rechtsform einer Communauté de communes im Département Haute-Marne in der Region Grand Est. Sie wurde am 28. Dezember 2001 gegründet und umfasste 17 Gemeinden. Der Verwaltungssitz befand sich im Ort Nogent.

## Historische Entwicklung
Mit Wirkung vom 1. Januar 2017 fusionierte der Gemeindeverband mit
- Agglomération de Chaumont und
- Communauté de communes du Bassin de Bologne Vignory et Froncles

und bildete so die Nachfolgeorganisation Communauté d’agglomération de Chaumont, du Bassin Nogentais et du Bassin de Bologne Vignory Froncles.

## Ehemalige Mitgliedsgemeinden
1. Ageville
2. Biesles
3. Cuves
4. Esnouveaux
5. Forcey
6. Lanques-sur-Rognon
7. Louvières
8. Mandres-la-Côte
9. Marnay-sur-Marne
10. Ninville
11. Nogent
12. Poinson-lès-Nogent
13. Poulangy
14. Sarcey
15. Thivet
16. Vesaignes-sur-Marne
17. Vitry-lès-Nogent